# Mitchell May
Mitchell May (ur. 10 lipca 1870 w Brooklynie, zm. 24 marca 1961 w Brooklynie) – amerykański polityk, członek Partii Demokratycznej.

## Działalność polityczna
W okresie od 4 marca 1899 do 3 marca 1901 przez jedną kadencję był przedstawicielem 6. okręgu wyborczego w stanie Nowy Jork w Izbie Reprezentantów Stanów Zjednoczonych. Od 1913 do 1914 był sekretarzem stanu Nowego Jorku.